# Fort McHenry (Schiff)
Die USS Fort McHenry (LSD-43) ist ein Docklandungsschiff der United States Navy und gehört der Whidbey-Island-Klasse an. Sie wurde nach Fort McHenry benannt.

## Geschichte
LSD-43 wurde Anfang 1983 in Auftrag gegeben. Noch im gleichen Jahr wurde das Schiff bei der Lockheed Shipbuilding and Construction Company auf Kiel gelegt. Es lief 1986 vom Stapel und wurde dabei getauft. Taufpatin war die Politikerin Helen Delich Bentley. Am 8. August 1987 wurde die Fort McHenry in Dienst gestellt.
1988 verlegte die Fort McHenry erstmals in den Pazifik. 1989 half sie bei den Reinigungsarbeiten nach dem Unfall des Öltankers Exxon Valdez vor der Küste Alaskas. 1990/1991 führte das Schiff seinen ersten Kriegseinsatz aus, als sie während des Golfkrieges im Persischen Golf fuhr. Nach einer dritten Verlegung 1992 folgte eine erste Überholung. 1994 nahm die Fort McHenry dann an Operation Restore Hope vor der Küste Somalias teil. Später im Jahr wurde sie in den Persischen Golf verlegt, um im Rahmen der Operation Vigilant Warrior auf irakische Truppenverlegungen Richtung Kuwait zu reagieren.
1995 wurde Sasebo in Japan neuer Heimathafen des Schiffs. Von dort aus verlegte die Fort McHenry mehrmals, ihre Hauptaufgabe waren Manöver mit asiatischen Verbündeten. Unter anderem nach dem Seebeben im Indischen Ozean 2004 wurde sie unter anderem für Hilfsaktionen eingesetzt: Ihre Helikopter und Luftkissenboote konnten Hilfsgüter auch an von der Infrastruktur abgeschnittene Regionen bringen. 2006 tauschte die Fort McHenry schließlich Crew und Heimathafen mit ihrem Schwesterschiff Tortuga und wurde somit in der Naval Amphibious Base Little Creek in Virginia stationiert. Von dort aus verlegte sie mehrmals in den Atlantik, unter anderem zu Übungen mit afrikanischen und europäischen Marinen. 2009 verlegte sie an der Seite der Bataan. Mit dieser sowie mit der Carter Hall wurde sie 2010 auch vor die Küste Haitis geschickt, um nach dem schweren Erdbeben Hilfe zu leisten.
Laut Jane’s Information Group sollte das Schiff ursprünglich in den Fiskaljahren 2013 oder 2014 im Rahmen von Einsparungen außer Dienst gestellt werden. Diese Entscheidung wurde revidiert und seit August 2014 ist die Naval Station Mayport in Jacksonville neuer Heimathafen des Schiffs.